# Corynophora
Genre
Synonymes
- Halterophora Meyrick, 1897[1]

Corynophora est un genre de lépidoptères (papillons) de la famille des Crambidae.

## Systématique
Ne pas confondre ce genre de papillons avec le genre Corynophora C.Agardh, 1824 qui regroupe des espèces d'algues de la famille des Chordariaceae. Ce dernier genre est toutefois invalide et les espèces concernées sont désormais rattachées au genre Leathesia S.F.Gray, 1821.

## Liste des espèces
Selon FUNET Tree of Life (18 octobre 2020) :
- Corynophora argentifascia (Hampson, 1919)
- Corynophora lativittalis (Walker, 1863)
- Corynophora torrentellus (Meyrick, 1879)